# Bergtjärnen (Burträsks socken, Västerbotten, 718685-168061)
Bergtjärnen är en sjö i Skellefteå kommun i Västerbotten och ingår i Rickleåns huvudavrinningsområde. Sjön har en area på 0,0712 kvadratkilometer och ligger 298,5 meter över havet.

## Delavrinningsområde
Bergtjärnen ingår i det delavrinningsområde (718680-168292) som SMHI kallar för Utloppet av Granträsket. Medelhöjden är 283 meter över havet och ytan är 22,43 kvadratkilometer. Räknas de 8 avrinningsområdena uppströms in blir den ackumulerade arean 110,68 kvadratkilometer. Sikån som avvattnar avrinningsområdet har biflödesordning 2, vilket innebär att vattnet flödar genom totalt 2 vattendrag innan det når havet efter 115 kilometer. Avrinningsområdet består mestadels av skog (58 procent). Avrinningsområdet har 7,56 kvadratkilometer vattenytor vilket ger det en sjöprocent på 33,7 procent.